# Cat's Eye (film, 1985)
Pour les articles homonymes, voir Cat's Eye (homonymie).
Pour plus de détails, voir Fiche technique et Distribution.
Cat's Eye est un film américain réalisé par Lewis Teague et sorti en 1985. Il s'agit d'un film à sketches horrifique écrit par Stephen King, qui adapte ses nouvelles Desintox, Inc. et La Corniche pour les deux premiers segments. Le troisième est un scénario original.

## Synopsis
Trois histoires dont le point commun est un chat errant qui a des visions d'une petite fille l'appelant au secours :
- Un homme qui a décidé d'arrêter de fumer et qui s'inscrit pour cela dans une clinique spécialisée, avec des méthodes plutôt radicales.
- Un joueur de tennis rattrapé par le mari de sa maîtresse, un gangster d'Atlantic City, et contraint, pour sauver sa peau, de faire le tour d'un immeuble en marchant sur la corniche.
- Une petite fille est terrorisée par un lutin nocturne sanguinaire. Son chat, baptisé General, tente de la protéger du mieux qu'il peut malgré l'incrédulité des parents de la fillette, désireux de se débarrasser de lui à tout prix.

## Fiche technique
Sauf indication contraire, les informations mentionnées dans cette section peuvent être confirmées par la base de données cinématographiques IMDb,  présente dans la section « Liens externes ».
- Titre original et français : Cat's Eye
- Réalisation : Lewis Teague
- Scénario : Stephen King
- Direction artistique : Jeff Ginn[Note 1]
- Musique : Alan Silvestri
- Photographie : Jack Cardiff
- Montage : Scott Conrad
- Décors : Mentor Huebner (en) et Giorgio Postiglione
- Costumes : Clifford Capone
- Maquillage : Sandi Duncan et Jeff Goodwin
- Production : Dino De Laurentiis, Martha De Laurentiis[Note 2] et Milton Subotsky[Note 3]
- Sociétés de production : Dino De Laurentiis Company et Famous Films
- Société de distribution : MGM/UA Company
- Budget : 7 000 000 USD[1]
- Pays de production :  États-Unis
- Langue originale : anglais
- Format : couleur (Technicolor) — 35mm — 2.35:1 — son Dolby Surround
- Genre : comédie horrifique, thriller, film à sketches
- Durée : 94 minutes
- Dates de sortie :
  - États-Unis : 12 avril 1985
  - France : 1991 (vidéo[2])
- Classification[3] :
  - États-Unis : PG-13
  - France : interdit aux moins de 12 ans[4] (édition VHS TF1 Vidéo), tous publics[5] (édition Blu-ray StudioCanal)

## Distribution
- Drew Barrymore : Alicia Morrison / la fille de la télévision / Amanda[Note 4]
- James Woods (VF : Bernard Bollet) : Richard « Dick » Morrison
- Alan King : Dr Vinnie Donatti
- Kenneth McMillan : Cressner
- Robert Hays : Johnny Norris
- Candy Clark : Sally Ann
- James Naughton : Hugh
- Tony Munafo : Junk
- Court Miller (en) : M. McCann
- Susan Hawes : Mme McCann
- Russell Horton : Mr Milquetoast
- Patricia Benson : Mme Milquetoast
- Mary D'Arcy : Cindy Morrison
- James Rebhorn : l'homme ivre
- Jack Dillon : le concierge
- Shelly Burch (en) : Jerrilyn
- Sal Richards : Westlake
- Jesse Doran : Albert
- Patricia Kalember : Marcia
- Mike Starr : Ducky
- Charles S. Dutton[Note 5] : Dom

## Production
Le scénario du film est tiré de deux nouvelles de Stephen King tirées du recueil Danse macabre dont Dino De Laurentiis possédait les droits : Desintox, Inc. (Quitters, Inc., l'homme qui veut arrêter de fumer) et La Corniche (The Ledge). Le troisième sketch, The General (la petite fille), a été écrite spécialement pour le film.
Le réalisateur Lewis Teague est choisi car il avait précédemment réalisé l'adaptation cinématographique de Cujo que Stephen King avait appréciée.
Le tournage a lieu de juin à août 1984. Il se déroule à New York, dans le New Jersey (Atlantic City) et en Caroline du Nord (Wilmington). Une séquence d'introduction a été tournée afin d'éclairer les motivations du chat, mais elle fut coupée par le studio — contre l'avis du réalisateur — car jugée trop peu vraisemblable.

## Accueil
Le film a connu un succès commercial modéré, rapportant environ 13 100 000 $ au box-office en Amérique du Nord pour un budget de 7 000 000 $.
En France, le film ne sort pas en salles mais directement en vidéo sur support VHS en 1991 chez Delta Video, avant d'être réédité par TF1 Vidéo en 1997 et Une Vidéo en 1999. Bien que disponible en VOD, il est resté inédit sous support physique sur le territoire français et devra attendre mai 2022 pour que le film sorte en format Blu-ray et en 4K Ultra HD par StudioCanal.
Il a reçu un accueil critique plutôt favorable, recueillant 67 % de critiques positives, avec une note moyenne de 5,6/10 et sur la base de 24 critiques collectées, sur le site agrégateur de critiques Rotten Tomatoes.

## Distinctions
- 1986 : nomination au prix de la meilleure interprétation par une jeune actrice (Drew Barrymore) aux Young Artist Awards.
- 1987 : nomination au prix du meilleur film au Fantasporto (Portugal).

## Commentaires
Lorsqu'il fait une offre à Johnny pour qu'il le laisse en vie, Cressner feuillette un magazine sur une table basse. C'est le Penthouse de juillet 1976 dans lequel fut publiée pour la première fois la nouvelle La Corniche dont est inspirée la séquence en question.
Le film fait quelques références à d'autres œuvres de Stephen King :
- Cujo : le saint-bernard qui chasse le chat.
- Christine : lorsque le chat manque de se faire écraser par une Plymouth Fury rouge, on peut voir un autocollant « Watch out for me, I am Pure Evil, I am Christine » collé à l'arrière.
- Dead Zone : James Woods regarde ce film d'un œil distrait, trop préoccupé par sa décision d'arrêter de fumer.
- Simetierre : c'est le livre que lit la mère d'Amanda au lit.

Dans la bande son, on entend par deux fois la chanson Every Breath You Take de The Police sortie plus d'un an plus tôt.